# Hamilton, Kansas
Hamilton là một thành phố thuộc quận Greenwood, tiểu bang Kansas, Hoa Kỳ. Năm 2010, dân số của xã này là 268 người.

## Dân số
Dân số các năm:
- Năm 2000: 334 người
- Năm 2010: 268 người